# Citroën M35
Pour les articles homonymes, voir M35.
La Citroën M35 est une voiture sortie en 1969, conçue sur la base de l'Ami 8.
Il s'agit d'un prototype livré pour test de fiabilité à quelques clients triés sur le volet, s'engageant à effectuer au minimum 60 000 km par an, qui bénéficièrent d'une garantie totale sur le moteur de deux ans et d'un contrat de maintenance. Le moteur Comobil est un moteur de type Wankel mono-rotor étudié par la filiale Citroën-NSU COMOTOR. Autre spécificité, la M35 est dotée d'une suspension hydropneumatique.

## Caractéristiques
Le moteur, très peu fiable et difficile à démarrer, était souvent usé dès 60 000 km[réf. nécessaire]. En revanche, ses performances étaient très supérieures à celles de l'Ami 8, dont la M35 reprenait les lignes de carrosserie, mais en version coupé deux portes et arrière fuyant. Le montage était effectué par le carrossier français Heuliez. Cependant très peu de pièces de carrosserie étaient communes entre les deux modèles. La M35 était munie d'un compte-tours avec alarme avant 7 000 tr/min car le moteur rotatif, de par sa technologie, montait très facilement à haut régime.

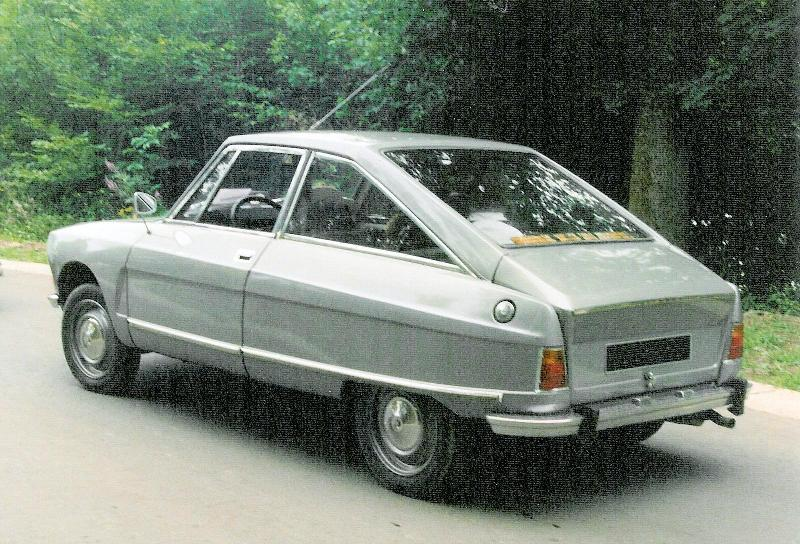
Une M35 vue de l'arrière.

Les études menées sur ce prototype aboutirent à la commercialisation de la GS Birotor, comme voiture de série cette fois, de mars 1974 à mars 1975, avec le  « moteur Comotor ». Pour ne plus avoir à assurer la maintenance de ces véhicules qui coutait très cher, Citroën les racheta à leurs propriétaires pour les démonter et les détruire. Les GS Birotor subiront le même sort quelques années plus tard, lors du rachat de Citroën par Peugeot. Des 267 exemplaires officiellement fabriqués par Citroën sur les 500 prévus, seuls une trentaine d'exemplaires subsisteraient encore.
La société Mazda est la dernière à commercialiser des véhicules à moteur à pistons rotatifs avec sa Mazda RX8, retirée du catalogue en 2011.

## Fiche technique
- Taux de compression : 9:1
- Puissance : 49 ch DIN  à 5 500 tr/min
- Couple : 7,0 mkg à 2 750 tr/min

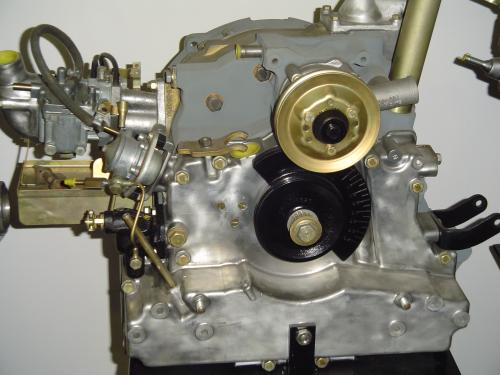
Moteur de la M35.

- Boîte de vitesses : 4 rapports synchronisés
- Freins avant : disques accolés à la boîte de vitesses
- Freins arrière : tambours
- Suspension : hydropneumatique
- Pneus : 135 × 15

## Performances
- Vitesse maximale : 144 km/h
- 0 à 100 km/h : 19 s
- 400 m départ arrêté : 20,7 s
- 1 000 m départ arrêté : 39 s